# Soproni Kereskedelmi és Iparkamara
A Soproni Kereskedelmi és Iparkamara, teljes nevén a Sopron Megyei Jogú Városi Kereskedelmi és Iparkamara (rövidítve: SVKIK) Sopron és környéke gazdasági szereplőinek érdekvédelmét ellátó köztestület. Magyarország négy városi hatókörű kamarája egyikeként tagja a hazai kamarai szervezetnek, aminek élén a Magyar Kereskedelmi és Iparkamara áll.

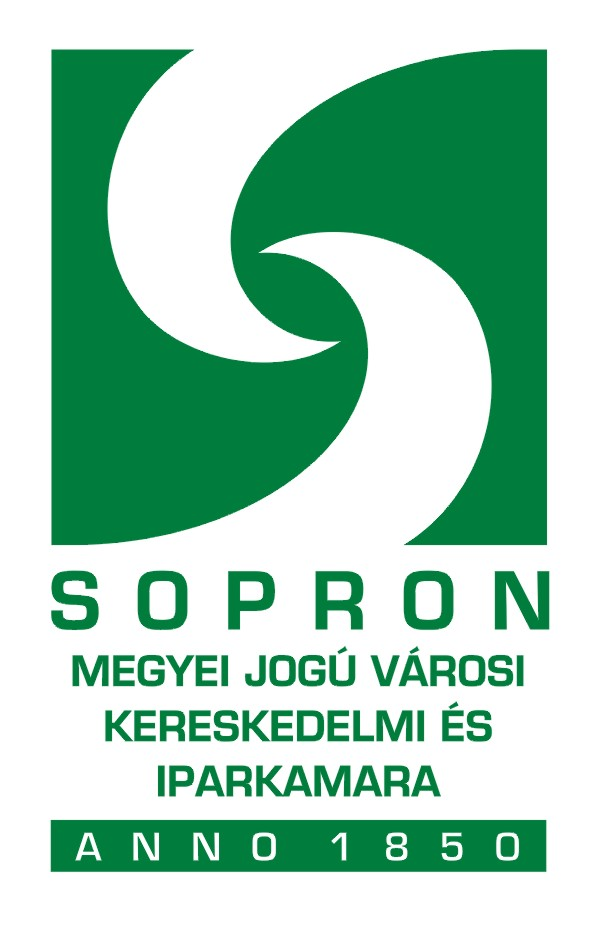
A Soproni Kereskedelmi és Iparkamara emblémája

## Történet – az első hazai kamara létrejötte
A gazdasági fejlődés Franciaországban hívta életre a kamarák intézményét (1599, Marseille), ott szélesedett ki a hálózatuk a XVIII. században, majd a XIX. században terjedt tovább Nyugat-Európa más országaiba. A kamaráknak kezdetben tagjaik érdekvédelme volt a fő feladatuk, később az egyes országok kormányait segítő, a gazdasági helyzetet értékelő, éves jelentést készítő, kezdeményező, javaslattevő feladatokat is elláttak.
Az első magyarországi kamara 1811-ben jött létre Fiume kikötővárosban – francia hatásra –, amely 1814 és 1829 között "Kereskedelmi Küldöttség" néven, 1852-től ismét kamaraként működött.
Az első magyar kamarai kezdeményezés 1848-ban Klauzál Gábornak, a Batthyány-kormány tagjának a nevéhez fűződik. A magyar gazdaság érdekének megfelelő ötlet azonban elhalt a szabadságharc eseményei miatt.
Magyarországon a kereskedelmi és iparkamarák rendszere az I. Ferenc József császár által 1850. március 18-án kiadott ideiglenes törvény alapján alakult ki. A törvény előírása szerint minden közigazgatási területnek létre kellett hoznia egy kamarát. A történelmi Magyarország területén 11 kamara alakult meg: Sopron, Pozsony, Pest, Kassa, Debrecen, Temesvár, Kolozsvár, Brassó, Eszék, Fiume, Zágráb.
Sopron 1850-ben a Dunántúli kerület székhelye, 9 vármegye közigazgatási és katonai központja volt. A városban 1850. augusztus 13-án jött létre a kamara, elsőként a magyar kereskedelmi és iparkamarák sorában.

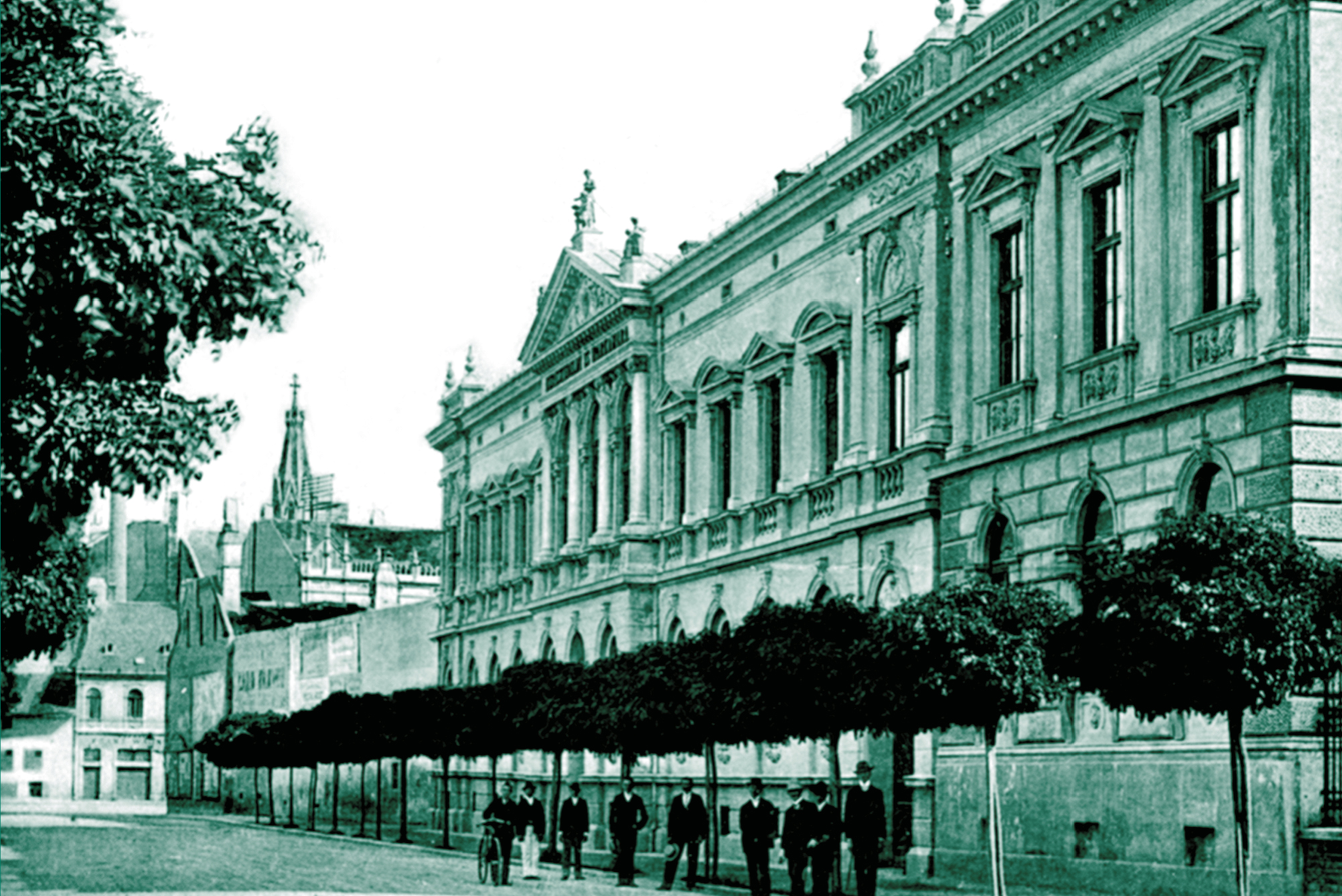
A soproni kamara székháza, 1902-1948. (Lackner Kristóf utca 5.)